# Tabulatuur
Tabulatuur of tab is een voor een specifiek muziekinstrument aangepast muziekschrift.  Door het instrument zo veel mogelijk op papier na te bootsen sluit tabulatuur vaak beter aan op het instrument dan de standaardmuzieknotatie.

## Geschiedenis

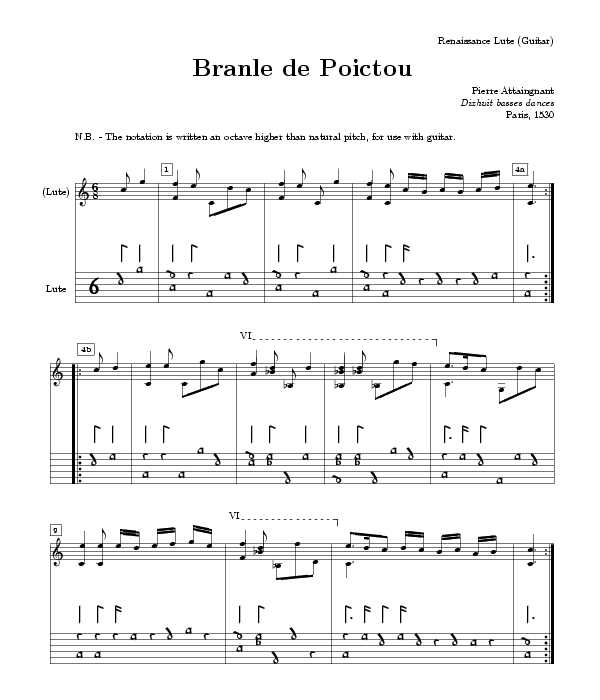
De eerste vorm van tabulatuur, bedoeld voor een luit. Het gaat hier om de Franse variant van het muziekschrift.

Tabulatuur is vooral sinds het digitale tijdperk erg in trek. Het systeem bestaat echter al sinds de Middeleeuwen. De eerste tabs werden geschreven voor de luit, een snaarinstrument. Het principe hiervan is hetzelfde als dat van de gitaar, dat hieronder wordt uitgelegd, alleen komt deze tabulatuur in vier verschillende varianten voor: de Franse, de Italiaanse, de Duitse en de Neapolitaanse. Het verschil tussen deze versies was de manier van schrijven.
De allereerste tabulatuur zou volgens de overleveringen geschreven zijn in de vijftiende eeuw door de Duitse Conrad Paumann. Zijn versie werd tot en met het einde van de zestiende eeuw gebruikt in alle Duitstalige landen. In deze tijd had de luit 5 snaargroepen (courses) en werden deze in tabs aangegeven met een letter uit het Romeinse alfabet. Toen halverwege de vijftiende eeuw een zesde snarengroep aan de luit werd toegevoegd, ontstonden daar bij verschillende componisten verschillende lettersymbolen voor.
Later namen de Fransen en de Italianen het idee van tabulatuur over, maar bewerkten zij deze zodanig dat er drie verschillende soorten tabulatuur ontstonden. In Napels werd een speciale versie ontwikkeld, die in het zuiden van Italië werd gebruikt. De verschillende symbolen voor bepaalde noten zijn hieronder te vinden:
```
         Frans  Italiaans Duits
          -r-     ---      k
          -d-     ---      o
          -d-  =  -0-   =  n
          -a-     -3-      2
          ---     -3-     
          ---     -2-
```

Hierin staan de verschillende alinea's voor de verschillende snaren. De letters en cijfers laten zien welke fret moet worden gespeeld. De Italiaanse vorm, met cijfers, is heden ten dage de meest gebruikte variant onder gitaristen.

## Soorten

### Gitaar
Een veelgebruikte vorm van tabulatuur is bedoeld voor gitaar en ziet er als volgt uit:
Elke lijn staat voor een snaar, aan het begin van de zin wordt aangegeven met de bijbehorende letters hoe deze gestemd is. De getallen die op de lijnen worden aangegeven, staan voor de fretten (het cijfer 8 staat voor de achtste fret op de gitaar). Vaak staan er boven deze "tabs" met letters akkoorden aangegeven. 
In de meeste gedrukte tabulaturen voor gitaar wordt zowel de tabulatuur als notatie in het notenschrift weergegeven zodat de lengte van de noten ook bekend is. Soms, zoals in het voorbeeld, is er een combinatie van deze twee, waardoor de lengte van de noten direct inzichtelijk is.
Op het internet is veel gitaartabulatuur te vinden. Dit is meestal een versimpelde tekstuele versie, veelal zonder indicatie van de maatsoort.

### Drums
Drumtabs zijn ook een zeer gewaardeerd muziekschrift. Deze variant ziet er als volgt uit:
Het principe van deze tabs is hetzelfde als die van gitaartabs, in dit geval staan de lijnen echter voor de verschillende onderdelen van het drumstel. Achtereenvolgens zijn dit:
- CC = Crash cymbal
- HH = Hihat
- Rd = Ride cymbal
- SN = Snare drum
- LT = Low-tom
- HT = High-tom
- FT = Floortom
- B = Bass drum
- Hf = Hihat met voet

## Piano
In ongeveer 1450 werd er in Duitsland een soort tabulatuur ontwikkeld voor toetsinstrumenten. Spanje volgde met een vergelijkbaar schrift, en tot ongeveer 1750 werden deze vormen van tabulatuur in beperkte kringen gebruikt. In 1931 werd pianotabulatuur nieuw leven ingeblazen door de Nederlander Cornelis Pot: hij ontwikkelde het klavarskribo. Hierbij lijkt het alsof het bekende notenschrift op zijn zij is gedraaid. Bovenaan een klavarnotatie staat de maatsoort en een sleutel aangegeven. Anders dan bij andere tabulatuur, komen er in het  klavarskribo wel maatlijnen voor.